# 리서치게이트
리서치게이트(ResearchGate)는 과학자들을 위한 소셜 네트워킹 서비스(SNS)이다. 리서치게이트는 과학자와 연구자들이 논문을 공유하고, 질문과 답변을 하고, 공동 작업자를 찾을 수 있는 유럽의 상업용 소셜 네트워킹 사이트이다. 네이처의 2014년 연구와 타임스 고등교육의 2016년 기사에 따르면, 다른 서비스에 등록된 사용자가 더 많지만, 이는 활성 사용자 측면에서 가장 큰 학술 소셜 네트워크이며, 2015~2016년 설문조사에 따르면 거의 많은 학자들이 구글 학술검색 프로필을 보유하고 있다.
기사를 읽는 데는 등록이 필요하지 않지만, 사이트 회원이 되고자 하는 사람들은 계정에 가입하기 위해 인정된 기관의 이메일 주소가 있거나 출판된 연구자임을 수동으로 확인받아야 한다. 사이트 회원은 각각 사용자 프로필을 가지고 있으며 논문, 데이터, 장, 부정적인 결과, 특허, 연구 제안, 방법, 프레젠테이션 및 소프트웨어 소스 코드를 포함한 연구 결과를 업로드할 수 있다. 사용자는 다른 사용자의 활동을 팔로우하고 토론에 참여할 수도 있다. 사용자는 다른 사용자와의 상호 작용을 차단할 수도 있다.
이 사이트는 마치 해당 기사의 다른 공동 저자가 이메일 메시지를 보낸 것처럼 보이도록 작성된 사이트에 나열된 기사의 공동 저자에게 원치 않는 이메일 초대장을 보낸 것에 대해 비판을 받았다(사이트에서는 이 관행이 2016년 11월 중단되었다고 밝혔습니다). 그리고 때때로 자신이 잘못 표현했다고 느꼈던 비사용자를 위해 명백한 프로필을 자동으로 생성한다. 한 연구에 따르면 업로드된 논문의 절반 이상이 저자가 출판사의 버전을 업로드했기 때문에 저작권을 침해하는 것으로 나타났다.